# Arhiducesa Maria Clementina a Austriei
Maria Clementina a Austriei (germană Maria Klementine Josepha Johanna Fidelis von Österreich; 24 aprilie 1777 – 15 noiembrie 1801) a fost arhiducesă a Austriei și al zecelea copil și a treia fiică a lui Leopold al II-lea, Împărat Roman și a Mariei Luisa a Spaniei. A fost mama faimoasei ducese de Berry.

## Biografie
Arhiducesa Maria Clementina s-a născut la Villa del Poggio Imperiale, pe atunci situată în Marele Ducat al Toscanei, care era condus de tatăl ei, Leopold I, Mare Duce de Toscana din 1765. A fost numită după Prințul 
Clemens Wenceslaus de Saxonia, unchiul mamei sale și fratele Mariei Amalia de Saxonia, bunica maternă a Mariei Clementina.
Tatăl ei era al doilea fiu al împărătesei Maria Terezia a Austriei iar mama era fiica regelui Carol al III-lea al Spaniei. Maria Clementina a fost al zecelea copil al părinților ei din cei șaisprezece. A crescut în Marele Ducat de Toscana până în 1790, când, după decesul fratelui tatălui ei, împăratul Iosif al II-lea, tatăl ei a devenit împărat al Sfântului Imperiu Roman și întreaga familie s-a mutat la curtea din Viena. Maria Clementina avea 13 ani.
În același an, 1790, ea s-a logodit cu Francis, Prinț Moștenitor al Neapole, fiul cel mare al regelui Ferdinand al IV-lea al Neapole și a Maria Carolina de Austria. Logodnicul ei era moștenitor aparent atât a tronului din Neapole cât și a tronului din Sicilia. Ei erau verișori primari atât pe linie paternă cât și pe linie maternă, toții bunicii lor fiind comuni. Uniunea lor a fost ultima din cele trei dintre familiile regale ale Austriei și Neapole, cele doua anterioare fiind între Arhiducele Francisc (fratele ei mai mare) și Maria Teresa de Neapole și Sicilia în 1790, și între Arhiducele Ferdinand (fratele ei mai mare) și Luisa de Neapole și Sicilia.
La 19 septembrie 1790 a avut loc căsătoria prin procură. Era o perioadă turbulentă, războaiele napoleoniene afectau peninsula italiană și nunta efectivă nu a avut loc timp de mai mulți ani. Între timp, ambii părinți ai Mariei Clementina au murit în 1792, la o perioadă scurtă de timp, iar fratele ei Francisc a devenit noul împărat. Un armistițiu cu Franța a permis în cele din urmă ca Maria Clementina să călătorească în Neapole în 1797. Noua ei familie a așteptat-o la Foggia unde nunta a avut loc la 26 iunie 1797. A fost un eveniment simplu, deoarece era un timp de război.
Soacra ei, regina Neapole scria: "Fiul meu o iubește cu pasiune și ea la fel" adăugând că "este o plăcere să-i văd armonizați atât de bine ... eu sunt încântată de blânda, sensibila și concilianta prințesă". Cu toate acestea, Mariei Clementina îi era dor de casă și era ursuză și rezervată. Câteva săptămâni mai târziu, regina Maria Carolina a adăugat în legătură cu cuplul: 
„Soțul ei este soțul ei de două sau de trei ori în douăzeci și patru de ore, o chestiune pe care o interesează. În ciuda acestui fapt, există o tristețe, o plictiseală, un dezgust invincibil. Eu cred că trebuie să fie din cauza sănătății ei altfel este nefiresc, ea nu are chef de nimic. Nu este că regretă viața ei de la Viena...voi face totul pentru fericirea ei, deși am de semănat printre mărăcini și pe pământ spinos. Dar ea este soția fiului meu. Datorită educației pe care i-am dat-o tânărul este foarte îndrăgostit de ea ca femeie...dar acest lucru nu poate dura cu atâta dezgust, plictiseală și nici o însușire fermecătoare, pe care el din fericire el este prea drăguț să le observe... voi încerca să-i câștig încrederea ei, dar nu sunt sigură de reușită. Toate nevoile ei sunt anticipate; nimic nu-i lipsește, ea este nemulțumită și toată lumea observă.”

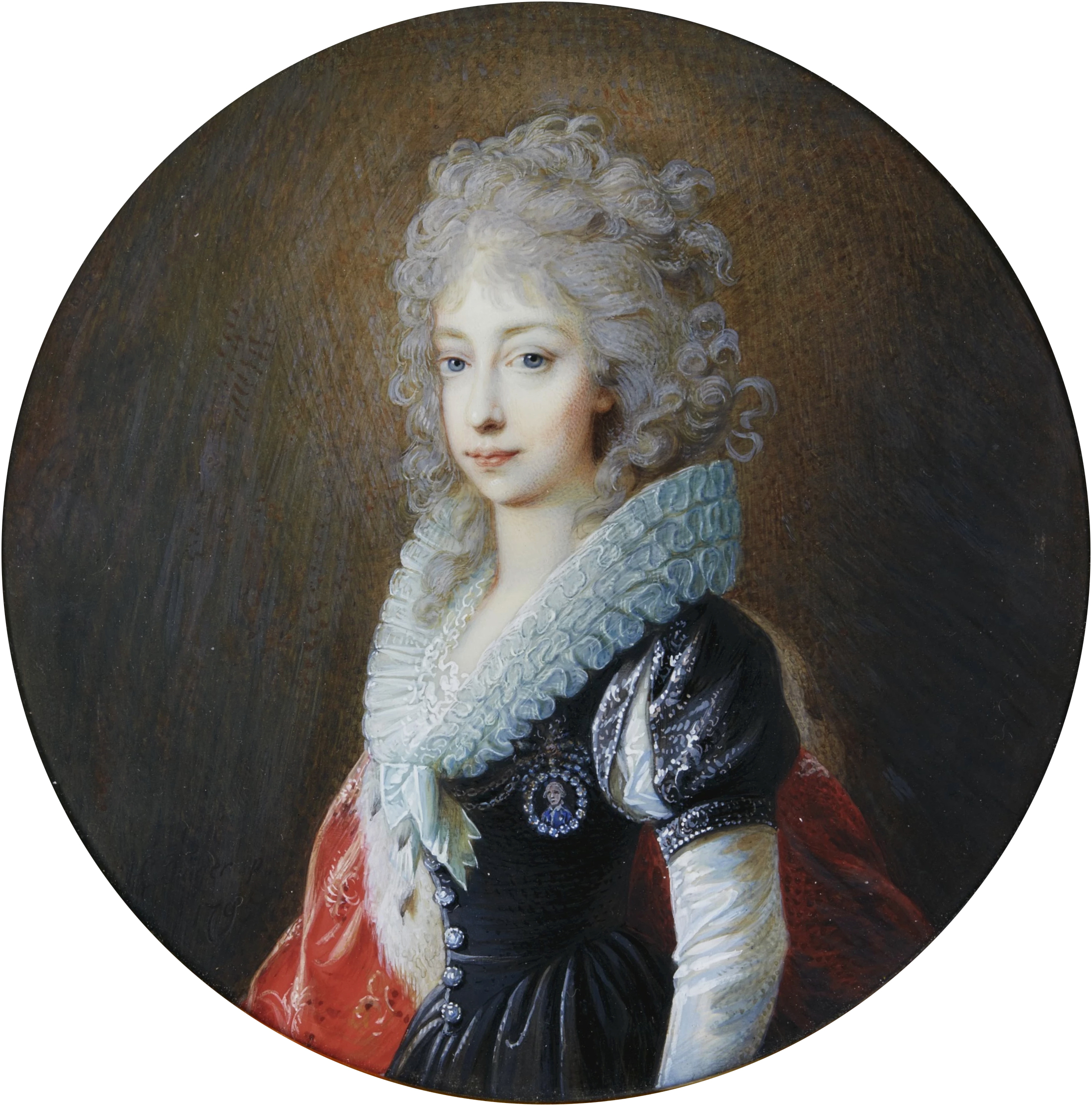
Arhiducesa Maria Clementina

Maria Clementina a fost maiestuoasă și avea clasă. Mai bine educată și mai inteligentă decât soțul ei placid, ea l-a dominat. Cuplul s-a înțeles bine. "Soțul ei o adoră în toate sensurile cuvântului. El spune că ea îl iubește, și cu siguranță arată și cere multe dovezi de dragoste", a scris regina de Neapole. Pasiunea cuplului a uimit-o pe regină care: "a cerut cerului să calmeze simțurile lor supraexcitate transmițându-le copii". Ca și soțului ei, Mariei Clementina punea puțin preț pe viața de la curte. Ea a preferat jocurile de familie, plimbările cu lună pe terasă și conversația. 
Ei au avut doi copii. Maria Clementina a murit la Neapole la un an după ce a născut un fiu. Se crede că a murit de boli pulmonare sau tuberculoză. A fost înmormântată la biserica Santa Chiara din Neapole, lângă fiul ei.
După decesul ei, soțul ei s-a căsătorit cu o altă verișoară primară, Infanta Maria Isabella a Spaniei, fiica cea mică a regelui Carol al IV-lea al Spaniei (fratele mamei Mariei Clementina).
Fiica lor, Carolina, s-a căsătorit cu Charles Ferdinand, Duce de Berry în aprilie 1816. El a fost fiul regelui Carol al X-lea al Franței și a Prințesei Maria Teresa de Savoia. Ei au fost părinții pretendentului la tron Henri d'Artois, conte de Chambord și ai Ducesei de Parma, făcând din Maria Clementina strămoașa actualului Duce de Calabria și a rivaului acestuia, Ducele de Castro.